# Exomilopsis hipkinsi
Exomilopsis hipkinsi is een slakkensoort uit de familie van de Columbellidae. De wetenschappelijke naam van de soort is voor het eerst geldig gepubliceerd in 1964 door Powell.